# Mallaurahatti, Challakere
Mallaurahatti là một làng thuộc tehsil Challakere, huyện Chitradurga, bang Karnataka, Ấn Độ.